# Layzie Bone
Steve Howse, conocido artísticamente como Layzie Bone y también como L-Burna, es un rapero estadounidense nacido el 23 de septiembre de 1974 en Cleveland, Ohio. Es miembro del grupo Bone Thugs-N-Harmony. Es hermano de Flesh-N-Bone y primo de Wish Bone, ambos miembros también del grupo.

## Discografía
- Thug By Nature (2001)
- Thug Brothers (2006)
- It's Not a Game (2005)
- Bone Brothers (2005)
- Thug by Nature (2001)